# Myrmica ravasinii
Myrmica ravasinii är en myrart som beskrevs av Bruno Finzi 1923. Myrmica ravasinii ingår i släktet rödmyror, och familjen myror. Inga underarter finns listade i Catalogue of Life.